# Nassunia bipunctata
Nassunia bipunctata är en insektsart som beskrevs av Leon Fairmaire. Nassunia bipunctata ingår i släktet Nassunia och familjen hornstritar. Inga underarter finns listade i Catalogue of Life.